# Kalidasa
Kalidasa (en devanagari कालिदास Kālidāsa, "servidor de Kali") fou un reconegut escriptor en sànscrit, àmpliament considerat com el més gran poeta i dramaturg en llengua sànscrita. El seu floruit no es pot datar amb precisió, però molt probablement s'inscriu al segle v de la nostra era.
Les seves obres de teatre i poesia es basen principalment en els Puranes i la filosofia hindú.

## Biografia

### Època en què va viure
No s'ha conservat cap document d'aquella època relatiu al poeta. Tampoc no hi ha mencions dels seus contemporanis o descendents. Es coneixen llegendes sobre ell, però la informació que contenen no és gaire fiable. L'única manera de fer suposicions sobre la vida de Kalidasa és a través d'una anàlisi historiogràfica de les seves obres, el seu llenguatge i els personatges. No hi ha informació fàctica sobre l'autor o les seves obres. La dificultat rau també en el fet que hi ha molt pocs documents històrics sobre l'Índia i que les llegendes depassen de lluny la informació fiable.
El primer període en el qual s'ha suggerit que va viure Kalidasa és el segle viii aC, segons l'indianista francès Hippolyte Fauche, és a dir, durant el regnat d'Agnivarny de la dinastia solar. Per això Kalidasa acaba Raghuvamsha en la història dels reis d'aquesta dinastia. D'altra banda, els contes populars relacionats amb la vida de Kalidasa són de l'època del rei Bhoja Paramara, el governant de Malwa, que va governar a Dhar i Ujjain al voltant dels anys 1040-1090. Hi ha fins i tot un apòcrif (més tardà), producte de la literatura índia, que retrata la vida de Kalidasa cridat a la cort. Aquest marc tan extrem (segle viii aC - XI dC) ara es redueix a una franja més precisa.
El teatre i altres obres de Kalidasa no contenen referències directes a l'època de la seva composició. La menció de l'esclava grega mostra un temps relativament tardà, i la forma de pràcrit en els discursos d'alguns dels actors sembla apuntar a la gran distància cronològica que els separa de la llengua de les inscripcions d'Aixoka o Piyadasi. És dubtós, però, que Kalidasa visqués al segle XI aC, atès que les obres d'altres escriptors d'aquest segle mostren clarament la decadència literària, mentre que els drames de Kalidasa són la culminació de la poesia índia.
Un interval més precís es basa en els següents supòsits. En l'obra Malavika i Agnimitra un dels personatges principals és el rei Agnimitra. Òbviament, Kalidasa va ser capaç de crear una obra de teatre sobre la seva vida personal després d'algun temps. A partir de la data coneguda del regnat del rei (149-141 aC), això dona un límit superior de la vida de Kalidasa no anterior al segle ii aC. El límit inferior es determina per la datació de les inscripcions d'Aihole - 634 anys de sntiguitat. Prenent com a base que es parla de Kalidasa com a clàssic de la poesia, el límit inferior que es pot acceptar és el segle vi.
Hi ha un poema indi que situa Kalidasa a la cort del rei Vikram o Vikramaditya d'Ujjain, juntament amb altres nou "joies" de la seva cort - nou escriptors i científics famosos. S'accepta comunament que aquesta època correspon al segle i aC. No obstant això, aquesta versió és refutada pels estudiosos: no només aquests nou personatges, com es va veure després, van viure en diferents èpoques, sinó que, a més, la mateixa personalitat del rei Vikramaditya és qüestionable, car el que probablement tindria al cap no és un nom, i el títol "Vikramaditya", que estava usant, no és un rei de l'antiga Índia. D'acord amb la hipòtesi que té de moment el major suport, es tractaria del rei Vikramaditya Chandragupta II, que va regnar del 380 al 413. Sota el seu govern, l'Imperi Gupta estava en el seu apogeu, la qual cosa, en la majoria dels casos, significa la florida de les arts. Chandragupta II podria ser el patró del poeta, que narra la tradició de l'Índia medieval.
L'assignació de Kalidasa al segle I abans de Crist és dubtosa perquè llavors caldria esperar una gran diferència en les relacions culturals i històriques entre els seus drames i altres obres del dramaturg indi Bhavabhuti, la pertinença del qual al segle viii està establerta amb fermesa. Mentrestant, el contingut d'aquests i altres punts de la seva relativa proximitat en el temps d'ocurrència. Holandès sanscritistas Kern, amb base a dades astrològiques disponibles en els escrits de presumpta Kalidasa contemporani - astrònom Varahamihiry, el segon es refereix a la primera meitat del segle vi. Quan s'aplica a Kalidasa, aquesta suposició està en bona harmonia amb el fet ja esmentat de rodalia de Kalidasa i Bhavabhuti.
Els budistes del sud també situaven categòricament Kalidasa al segle vi. També al segle VI el situa Fergusson, conegut pel seu treball en la història de l'Índia. Aquest afirma que, per commemorar la batalla de Korur (que va suposar un punt d'inflexió en la història de l'Índia), en la qual el rei Vikramāditya va derrotar els saces, es va inventar una era (Vikram Samvat) i que el seu principi es va situar 600 anys enrere, per la qual cosa afirma que la data probable de regnat de Vikramāditya seria el 544. Aquest fet es recolza en el fet que no hi ha inscripcions conegudes del rei Vikramāditya abans de l'any 600. Però el descobriment de la inscripció de Mandasor, datada el 494, fa insostenible aquesta teoria, perquè l'autor d'aquesta, Vatsabhuti, copia diverses idees de Kalidasa. Per la seva banda, Hermann Jacobi, prenent com a base dades astrològiques en els poemes atribuïts a Kalidasa, arriba a la conclusió que l'autor no va poder viure abans de l'any 350.
El nom de Vikramaditya - Sol de Valor - probablement no és un nom propi, sinó un títol com Faraó o Tsar. No hi ha dubte que Kalidasa pretén retre un homenatge al seu patró, el Sol de Valor, en el títol de la seva obra, Urvashi guanyat pel Valor.
Per tant, encara que la tradició de l'Índia es refereix a la vida de Kalidasa en el segle i aC, el caràcter general de la seva obra i, en particular, la seva tècnica poètica, van trobar llur comprensió en les dades de l'astronomia grega del segle iv, i un cert nombre d'altres característiques fan que els investigadors europeus l'hagin atribuït als segles IV-V. En l'època de la Dinastia Gupta, els reis tenien el títol de Vikramaditya.

### Origen i identitat
Una de les llegendes mereix ser explicada pel seu interès intrínsec, encara que conté, pel que podem veure, alguna cosa de veritat històrica, i per bé que situa Kalidasa a Benarés, a 500 milles de distància de l'única ciutat en la qual sens dubte se sap que va passar part de la seva vida.
Segons aquest relat, Kalidasa era fill d'un braman. A l'edat de sis mesos, es va quedar orfe i va ser adoptat per un bover. Va arribar a l'edat adulta sense haver rebut educació formal, però amb una notable bellesa i gràcia de classe. I va succeir que la Princesa de Benarés era una dona culta, que havia rebutjat un pretendent rere l'altre, entre ells el conseller del seu pare, perquè no arribaven al seu nivell com els erudits i poetes. El conseller va rebutjar planejar una venjança cruel. Va prendre el bell conductor de bous del carrer, li va donar les robes d'un savi i un seguici de savis doctors; a continuació, li va presentar la princesa, després d'advertir-li que era en cap cas hauria d'obrir els llavis. La princesa fou colpida per la seva bellesa i ferida a les profunditats de la seva ànima pedant pel seu obstinat silenci, que li semblava, com de fet ho va ser, una evidència de profunda saviesa. Ella desitjava casar-se amb Kalidasa, i junts van anar al temple. Però tan aviat com va ser celebrada la cerimònia, Kalidasa percep una imatge d'un toro. La seva formació inicial va ser massa per a ell, el secret va sortir, i la núvia es va enfurismar. Però va haver de cedir en resposta als precs de Kalidasa, i li va aconsellar de pregar per a l'aprenentatge i la poesia a la deessa Kali. Es va concedir el prec, i l'educació i el poder poètic descendiren miraculosament a habitar amb el jove conductor de bous, el qual, en agraïment, va assumir el nom de Kalidasa, servent de Kali. En sentir que li devia aquest feliç canvi, en la seva pròpia naturalesa, a la seva princesa, va jurar que mai la tractaria com el seu mestre, amb profund respecte, però sense familiaritat. Això va ser més que la dama havia negociat; la seva ira va esclatar de nou, i ella va maleir Kalidasa a trobar la mort a mans d'una dona.
En una data posterior, la història continua, i la maledicció es compleix. Cert rei havia escrit mitja estrofa de vers, i havia ofert una gran recompensa a qualsevol poeta que pogués completar-lo dignament. Kalidasa va completar l'estrofa sense dificultat, però una dona a la qual estimava va descobrir les seves línies, i cobdiciosa de la recompensa per a si mateixa, el va matar.
Una altra llegenda representa Kalidasa com a participant en un pelegrinatge a un santuari de Vixnu al sud de l'Índia, en companyia d'altres dos escriptors famosos, Bhavabhuti i Dandin. Una altra presenta Bhavabhuti com un contemporani de Kalidasa, i gelós de la reputació del poeta menys auster. Aquestes històries han de ser falses, perquè és segur que els tres autors no van ser contemporanis, però, mostren un cert instint en la creença que el geni busca geni, i poques vegades s'aïlla.

### L'autor i el seu temps

Imperi Gupta

Sabem pels escrits de Kalidasa que va passar almenys una part de la seva vida a la ciutat d'Ujjain. Es refereix a Ujjain més d'una vegada, i d'una manera gairebé impossible de fer si no es coneix la ciutat. Especialment en el seu poema El núvol missatger parla dels encants de la ciutat, i fins i tot ordena al núvol que faci un desviament en el seu llarg viatge perquè no pot deixar de conèixer-la.
Sabem també que Kalidasa va viatjar extensament per l'Índia. El quart cant de La nissaga de Raghu descriu un recorregut pel conjunt de l'Índia i fins i tot en regions que estan més enllà de les fronteres de l'Índia estrictament mesurada. És difícil creure que Kalidasa no hagués fet ell mateix com una mena de "grand tour", fins al punt que hi podria haver alguna cosa de veritat en la tradició que l'envia a un pelegrinatge a l'Índia meridional. El tretzè cant de la mateixa èpica i El núvol missatger també descriuen llargs viatges l'Índia, en la seva major part a través de regions allunyades d'Ujjain. Són les muntanyes el que li impressiona més profundament. Les seves obres estan plenes de referències a l'Himàlaia.
La vida i obra de Kalidasa es produeixen en la "edat d'or" de l'antiga cultura clàssica índia. L'Imperi Gupta aconsegueix la seva puixança aplegant en una sola unitat el que abans eren parts separades. Durant un cert temps, proporcionarà protecció contra les invasions estrangeres, i per tant, l'economia i la cultura gaudiran d'una oportunitat de desenvolupament. Els guptes eren símbol de la transició al sistema feudal, el pas dels canvis fonamentals en la societat.
Un tret característic de la cultura índia en el seu conjunt és el seu conservadorisme. Les noves tendències no produeixen canvis revolucionaris, sinó que s'incorporen a les idees existents, viuen en paral·lel amb elles. Les creences antigues poden existir indefinidament, sense desaparèixer amb el temps, la qual cosa forma la complexitat i originalitat de la cultura índia, tal com és coneguda.
En l'època dels guptes es produeix un afebliment del sistema de castes de l'Índia. Per bé que la literatura de l'època reflecteix la jerarquia de castes amb reverència incondicional, es dona una mica d'alleujament al dogma de l'antiguitat i es poden realitzar més meravelloses manifestacions creatives dels pobles de l'Índia.
Una altra característica de la cultura indígena de l'època, i d'altres èpoques, és una relació profunda amb la religió. La religió passa a primer pla a tot arreu: a casa, en el sistema polític, en les relacions socials. La cultura de l'Índia està impregnada de mitologia tant com el seu sistema social ho està de la divisió de castes. Enormes masses de persones que viuen en condicions de la societat gairebé primitiva, com una font constant de visió arcaica del món, que no s'alçaven a un nivell superior, que no podrien allunyar-se d'aquestes arrels. L'era de Kalidasa contempla la formació de l'hinduisme, que ha substituït el bramanisme. L'hinduisme es nodreix de les creences populars, transforma els antics cultes, destrueix el món tancat del bramanisme, però tracta de preservar intactes de les influències inferiors.
Un dels principals motius que va arribar a l'hinduisme des de l'antiguitat és l'ascetisme. Habitual en la literatura de l'època, parla de l'adquisició d'unes poderoses forces místiques per a aquells que van triar el camí de l'automortificació. Els déus envien belles donzelles per seduir els justos - es converteix en un dels temes més populars de la literatura sànscrita clàssica. L'ascetisme i l'erotisme, fàcils de mostrar junts en la cosmovisió de l'Índia, estigueren força generalitzats.
També va rebre una sèrie d'idees en el desenvolupament de la religió i, respectivament, en les arts inclou el concepte de "Bhakti" (l'amor de Déu, com una forma d'aconseguir la felicitat), univers cíclic i Karma. En les obres de Kalidasa, la fi del món ja està present en la fi del kalpa, però la idea dels naixements i les morts recurrents encara tindria ple desenvolupament en el futur.
Com a culminació de l'"edat d'or" de la literatura clàssica de l'Índia, l'art Kalidasa fou al mateix temps la seva fi. L'Imperi Gupta no duraria molt de temps. Les incursions de les tribus guerreres i els conflictes interns van conduir bastant ràpid a la seva caiguda. Després arribarien temps foscos de feudalisme, i la guerra i la conquesta del país pels estrangers. Tot això es reflecteix plenament en la literatura - després de Kalidasa en sànscrit, hi ha senyals de decadència, i mai no s'assoliran les antigues fites. En lloc de la literatura sànscrita vindrà la literatura en les noves llengües.

## Obra
En l'època de Kalidasa, la literatura és cada vegada més secular. Les epopeies monumentals del passat estan donant pas a obres que s'aproximen més a la realitat. Els seus autors no són anònimes, com abans. La literatura mateixa és objecte de revisió i estudi. El símbol del renaixement de les forces creatives de la gent és el desenvolupament del gènere del drama, que és possible només en una civilització que ha arribat a la seva fase superior del progrés històric. El gènere dramàtic neix de les tradicions rituals del poble, de les lectures públiques populars de poemes èpics de l'Índia.
En l'època en què va viure Kalidasa, el drama arriba a una etapa seriosa de creixement. L'Índia ha desenvolupat teatre clàssic al centre de I mil·lenni abans de Crist, i el poeta podria aprofitar-se l'experiència dels seus predecessors. Presumiblement, Kalidasa podria estar familiaritzat amb el Natya Shastra, tractat antic en les arts teatrals. De l'època en què va viure Kalidasa és Bhamaha, el primer teòric de la literatura índia, conegut pel seu tractat, "Kavyalankara".
Kalidasa va deixar set obres que han arribat fins a nosaltres: tres drames, dues epopeies, un poema elegíac, i un poema descriptiu. Moltes altres obres, inclòs fins i tot un tractat astronòmic, s'han atribuït a ell, si bé certament no són seves. Potser hi va haver més d'un autor que portava el nom de Kalidasa: potser alguns escriptors posteriors estaven més preocupats pel seu treball que per la fama personal. D'altra banda, no hi ha cap raó per dubtar que les set obres són reconegudes com a escrites per la mà de Kalidasa. L'únic sobre el qual hi ha marge raonable sospita és el breu poema descriptiu de les estacions de l'any, i aquest és, afortunadament, el menys important dels set. Tampoc hi ha proves que cap poema considerable s'hagi perdut, llevat que sigui cert que els cants finals d'una de les epopeies no ens hagin arribat. Estem, per tant, en una posició afortunada en la lectura de Kalidasa: tenim pràcticament tot el que va escriure, i no correm cap risc d'atribuir-li una obra considerable escrita per una altra persona.
El drama en sànscrit Xakúntala és la seva creació més famosa, qualificada de màxim assoliment de la literatura índia de tots els temps. Per això, Kālidāsa és considerat el millor escriptor de l'Índia. El seu lloc dins la literatura en sànscrit és similar a la de Shakespeare respecte a la literatura en anglès.
Les seves obres de teatre i la seva poesia es basen principalment en la mitologia i la filosofia hindú. Són de temàtica predominantment amorosa, i en destaquen El núvol missatger (Meghadûta, en sànscrit), traduït al català per Aleix Ruiz Falqués, Malavikagmímitra", "Kumârasambhâva"," Raghuvamsha ('La nissaga de Raghu') Abhijńasakuntala, coneguda pel nom de l'heroïna Sakúntala, i el drama Vikramórvasi.

### Teatre

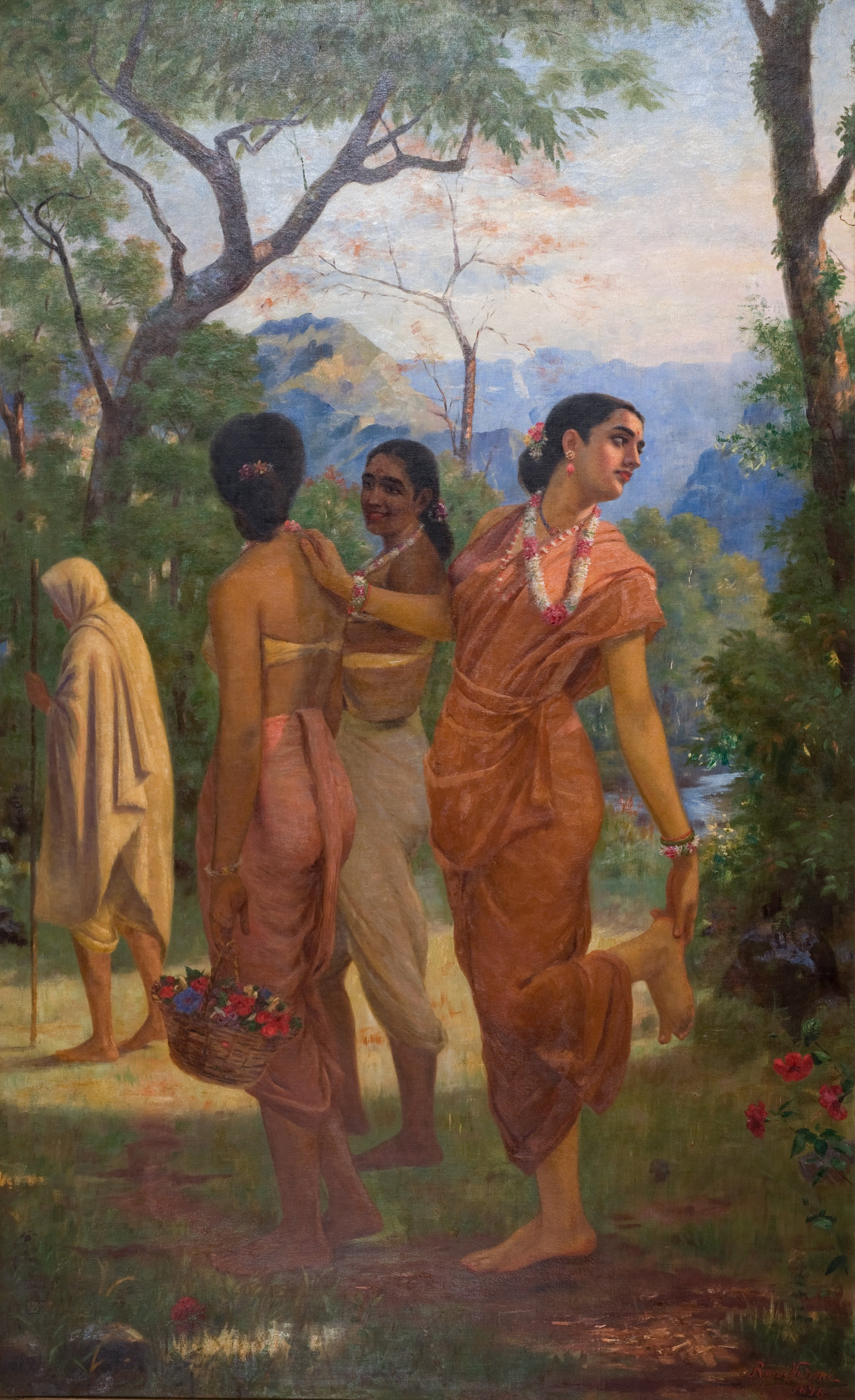
Shakuntala s'atura a mirar cap enrere a Dushyanta, Raja Ravi Varma (1848-1906).

Kālidāsa va escriure tres obres de teatre. Entre elles, Xakúntala és generalment considerada com una obra mestra. Va ser una de les primeres obres que es traduí del sànscrit a l'anglès, i des d'aleshores ha estat traduïda a molts idiomes.
- Xakúntala. Explica la història del rei Dúixanta que, mentre és en un viatge de caça, coneix Xakúntala, la filla adoptiva d'un savi, i tenen relacions en secret: el consentiment mutu feia que aquesta unió fos equivalent a un casament legítim i formal. Hi ha un accident quan el criden de tornada a la cort: Xakúntala, embarassada del seu fill, ofèn un eremita i és maleïda, de manera que Dúixanta perd la memòria de la unió fins que vegi l'anell que ell li ha regalat. En el seu viatge a la cort de Dúixanta en un estat avançat d'embaràs, ella perd l'anell en rentar-se a un riu i no és reconeguda; desesperada, és acollida per sa mare, una àpsara, i portada al cel on aquests éssers semidivins viuen. Un pescador trobarà l'anell i, en tornar-lo al rei, aquest recupera la memòria de Xakúntala i es proposa trobar-la. Finalment, els déus propicien que es reuneixin.

Un exemple del seu estil és el següent text:
| anāghrātaṃ puṣpaṃ kisalayam alūnaṃ kara-ruhair anāviddhaṃ ratnaṃ madhu navam anāsvādita-rasam। akhaṇḍaṃ puṣyānāṃ phalam iva ca tad-rūpam anaghaṃ na jāne bhoktāraṃ kam iha samupasthāsyati vidhiḥ॥ — Xakúntala 2.10 | Qui és aquesta noia, com una flor que no s'ha flairat, Com una gemma no tallada per estris de joier Com una branca no malbaratada per profanadores mans, Fresca mel, meravellosament fresca. Cap home a la terra no mereix assaborir la seva bellesa, La seva beutat irreprotxable i valuosa, Llevat que hagi complert el deure perfecte de l'home I hi ha algú així en la terra? |
| | |
- Mālavikāgnimitram (Malavika i Agnimitra). Explica la història del rei Agnimitra, que s'enamora de la imatge d'una nena servent exiliada anomenada Mālavikā. Quan la reina descobreix la passió del seu marit per aquesta noia, s'enfurisma i fa empresonar Mālavikā, però el destí fa que, Mālavikā sigui, de fet, una veritable princesa de naixement, i legitima així la relació.

- Vikramōrvaśīyam ("Urvaśî conquerida com a premi al valor"). Narra la història del rei Pururavas, mortal, i de l'àpsara (una mena de nimfa) Úrvaxi, immortal, que s'enamoren quan ell l'allibera d'ésser raptada per un dimoni, després d'haver ajudat els déus en la seva lluita. Ella, com a immortal, ha de tornar als cels, però un desafortunat accident provocarà que sigui desterrada a la terra com a mortal amb la maledicció que haurà de tornar als cels quan el seu amant vegi la cara del nen que ella infantarà. Després d'una sèrie de contratemps, incloent-hi la transformació temporal d'Úrvaxi en una liana, ella i el rei viuen junts i feliços, però el rei veu el nen, que Úrvaxi havia donat a una dona perquè el criés sense que el rei el pogués veure. Quan la maledicció s'ha d'acomplir i Úrvaxi ha de marxar, els déus aixequen la maledicció en recompensa a l'heroïsme de Puruvaras i els amants podran romandre junts a la terra.

### Poesia
Kālidāsa és l'autor de dos poemes èpics (maha kavya):
- Raghuvaṃśa (El llinatge de Raghu) és un poema èpic sobre els reis de la dinastia Raghu.
- Kumarasambhava (El naixement de Kumara) descriu el naixement i l'adolescència de la deessa Pàrvati, i el seu matrimoni amb Xiva.

També va escriure un Khanda kayva:
- Meghadūta (El núvol missatger), història de Yaksha que intenta enviar un missatge a la seva amant a través d'un núvol. Kalidasa construeix aquest poema amb mètrica 'mandākrānta' coneguda per la seva dolçor lírica. És un dels poemes més populars de Kalidasa i s'han escrit nombrosos comentaris sobre aquesta obra. Fou traduït en català per Aleix Ruiz Falqués a Adesiara, el 2013.[20]

- Ṛtusaṃhāra (L'exposició de les estacions), que descriu les sis estacions mitjançant poemes breus que descriuen les experiències de dos amants en cadascuna de les estacions, s'ha atribuït tradicionalment a Kālidāsa, però els estudis actuals el consideren una obra anònima una mica anterior a l'autor.

La poesia de Kālidāsa és famosa per les seves belles i enlluernadores imatges en la utilització de símils. Les següents són algunes mostres de les seves obres en vers:
- Kumarasambhava

| nikāmataptā vividhena vahninā nabhaścareṇendhanasaṃbhṛtena ca । tapātyaye vāribhir ukṣitā navair bhuvā sahoṣmāṇam amuñcad ūrdhvagam ॥ sthitāḥ kṣaṇaṃ pakṣmasu tāḍitādharāḥ payodharotsedhanipātacūrṇitāḥ । valīṣu tasyāḥ skhalitāḥ prapedire cireṇa nābhiṃ prathamodabindavaḥ ॥ - Kumārasambhava 5.23–24 | Sempre asseguda Uma, però cremada per diverses flames Del foc solar i focs d'il·luminat naixement, Fins que a finals de l'estiu, les aigües vingueren. El vapor s'alçà del seu cos com la rosada de la terra Amb momentània pausa les primeres gotes reposen Damunt les seves pestanyes, i després colpegen el seu llavi inferior Es fracturen sobre els pujols del seu pit A través de l'escala de la seva cintura viatgen, doncs I a poc a poc al seu melic venen a descansar. |
| | |
- Râghuvamśha

| na pṛthagjanavac chuco vaśaṃ vaśinām uttama gantum arhasi । drumasānumatāṃ kim antaraṃ yadi vāyau dvitaye 'pi te calāḥ ॥ —Raghuvaṃśa 8.90 | Oh rei! Sou el millor entre els homes amb auto-control. No és apropiat per a vós de ser colpejat pel dolor com la gent corrent. Si un fort vent pot moure un arbre i una muntanya d'igual manera, com és que és millor la muntanya? |
| | |

## Influència i llegat
Molts erudits occidentals i orientals han escrit comentaris sobre les obres de Kālidāsa (sobretot sobre els seus dos poemes èpics i la Meghadūta). Els més estudiats són els de Kolāchala Mallinātha Suri, escrit al segle XV, durant el regnat del rei Vijayanagar Deva Raya II. Els primers comentaris que han sobreviscut i ens han arribat semblen ser de Vallabhadeva, un estudiós del Caixmir del segle X. Eminents poetes sànscrits com Bāṇabhaṭṭa, Jayadeva i Rajasekharan han prodigat elogis sobre Kalidasa en una mena d'homenatges. Un conegut poema sànscrit (Upamā Kālidāsasya...) lloa la seva habilitat en l'upamā, o símils. Anandavardhana, un crític molt venerat, considerava Kalidasa com un dels més grans poetes en sànscrit que han existit. Només un petit grapat dels centenars d'antics informes en sànscrit sobre Kālidāsa i les seves obres s'han publicat fins a la data. Aquests informes aporten proves d'una revisió progressiva de la seva poesia al llarg dels segles.
Xakúntala de Kālidāsa va ser una de les primeres obres de la literatura índia que es va donar a conèixer a Europa. En primer lloc, es va traduir a l'anglès i de l'anglès a l'alemany. Va ser rebut amb sorpresa i fascinació per eminents poetes com Johann Gottfried Herder i Goethe. L'efecte que aquesta obra evocà en els cercles literaris alemanys es descriu millor en les paraules de Goethe:
| « | (alemany) Willst du die Blüthe des frühen, die Früchte des späteren Jahres, Willst du, was reizt und entzückt, willst du was sättigt und nährt, Willst du den Himmel, die Erde, mit Einem Namen begreifen; Nenn' ich, Sakuntala, Dich, und so ist Alles gesagt. | (català) En el cas que desitgis gaudir de les flors dels primers anys, els fruits de l'edat avançada En el cas que vulguis tenir quelcom encisador, un fet encantador En el cas que desitgis anomenar tant el cel i la terra amb el mateix nom Et recomano el Sakúntala, i allà es descriu tot això. | » |

Al segle XIX es va estrenar el cèlebre ballet La Baiadera, de Màrius Petipà, inspirat en dos drames de Kalidasa i ambientat a l'Índia. Aquest ballet continua essent representat per les més grans companyies de dansa al segle XXI.

## Traduccions al català
- Vikramórvaçi, o, Úrvaçi donada en premi de l'heroïsme. Traducció de Pere i Joan Coromines. Moll, Palma de Mallorca, 1970. En prosa.
- Xakúntala. Traducció de Bonaventura Vallespinosa. Selecta, Barcelona, 1970. Amb traducció rítmica de les parts en vers.
- El núvol missatger. Traducció d'Aleix Ruiz Falqués. Adesiara editorial, Martorell, 2013. Traducció en prosa.